# جورج دوغلاس (سياسي)
جورج دوغلاس (بالإنجليزية: George Douglas, 16th Earl of Morton)‏ (و. 1761 – 1827 م) هو سياسي إسكتلندي، كان عضوًا في الجمعية الملكية، توفي عن عمر يناهز 66 عاماً.

## جوائز
حصل على جوائز منها:
- زميل في الجمعية الملكية.